# La Bougie rose
La Bougie rose est une peinture à l'huile sur toile réalisée par le peintre français Henri Rousseau dit Le Douanier Rousseau, en 1908. Elle est conservée au sein de la Phillips Collection, à Washington, aux États-Unis.

## Histoire
Le Douanier Rousseau a peint très peu de natures mortes, pourtant prisées par les artistes et les historiens de l'art qui l'ont soutenu. La Bougie rose a appartenu à Wilhelm Uhde, son premier biographe, qui a contribué à faire connaitre son œuvre auprès de l'avant-garde dans les premières années du XXe siècle et a vu, « dans ces tableaux où la stylisation vigoureuse rappelle les primitifs italiens », son rôle de « précurseur de ce qui s'annonce en peinture de nos jours ».

## Description
La Bougie rose est une nature morte naïve qui représente principalement trois agrumes, deux radis, une cerise, une bougie et une bouteille posés sur une nappe de table blanche. La bouteille de liqueur Bénédictine est reconnaissable à ses étiquettes et à sa silhouette caractéristique. Un radis et la cerise sont comme plantés sur la table.

## Analyse
Comme il le fait pour ses paysages de banlieue que pour ses jungles inventées, Le Douanier Rousseau isole chacun des motifs représentés, accordant une attention intense à leur simple présence. Tout en utilisant un langage pictural réaliste, il s'affranchit des contraintes de la perspective pour transcrire sur la toile une image avant tout mentale.

## Exposition
Le tableau est exposé dans le cadre de l'exposition Les Choses. Une histoire de la nature morte au musée du Louvre du 12 octobre 2022 au 23 janvier 2023, parmi les œuvres de l'espace nommé « La vie simple ».